# Andrés Allamand
Andrés Allamand Zavala (nascido em 7 de fevereiro de 1956) é um político chileno de origem francesa e basca. É o fundador e um dos últimos líderes da Renovação Nacional. Em 14 de janeiro de 2011, foi nomeado ministro da Defesa pelo presidente Sebastián Piñera. Ele foi, em 16 de janeiro de 2011, empossado e deixou o cargo em 5 de novembro de 2012. Allamand integra o Diálogo Interamericano.